# Rason
Rasŏn, tên trước đây là Rajin-Sŏnbong là một thành phố trực thuộc trung ương ở Cộng hòa Dân chủ Nhân dân Triều Tiên và là một hải cảng không có băng, nằm ở ven biển Nhật Bản ở Bắc Thái Bình Dương trên mũi phía đông bắc của bán đảo Triều Tiên. Nó nằm ở vùng Kwanbuk và là vị trí của Đặc khu kinh tế Rason.
Trong cách phát âm của Hàn Quốc, chữ "R" ban đầu của tên được phát âm là "N", (나선, Naseon) theo âm vị học tiêu chuẩn của tiếng Triều Tiên. Năm 2000, tên được rút ngắn từ "Rajin-Sŏnbong" thành "Rason". Trong những năm 1930, người Nhật gọi nó là Rashin; tại thời điểm đó, nó là một hải cảng quan trọng ở cuối tuyến đường sắt. Nó bị chiếm đóng bởi Hồng quân Liên Xô vào ngày 14 tháng 8 năm 1945.
Trước năm 1991, Rason được Liên Xô sử dụng như một cảng nước ấm thay thế trong trường hợp Vladivostok không có sẵn. Các cơ sở hải quân của Liên Xô được xây dựng bắt đầu từ năm 1979. Từ năm 1993 đến năm 2004, nó được quản lý tách biệt khỏi tỉnh Hamgyŏng Bắc với tư cách là thành phố trực thuộc trung ương (Chikhalsi) Rason. Trước năm 1993 và từ 2004 đến 2009, thành phố này là một phần của tỉnh Hamgyŏng Bắc. Từ năm 2010, thành phố này là một "thành phố đặc biệt", một lần nữa thoát khỏi sự kiểm soát của tỉnh, nhưng khác với sự chỉ định cũ, nó trở thành một đô thị tự trị đặc biệt. Đây là bước đi đột phá của chính quyền Bình Nhưỡng nhằm biến Rason thành cửa ngõ thương mại với Trung Quốc và Nga, cũng như là địa điểm phân phối hàng hóa trọng điểm, đồng thời kích thích sự phát triển của thành phố và thu hút đầu tư nước ngoài.
Rason giáp với thành phố Hồn Xuân của tỉnh Cát Lâm ở Trung Quốc và huyện Khasansky của Primorsky Krai ở Nga. Trung Quốc đang đẩy mạnh đầu tư vào cảng ở đây vì điều này cho phép họ tiếp cận biển Nhật Bản. Vào tháng 7 năm 2011, chính quyền Triều Tiên đã bật đèn xanh cho hàng hóa thương mại nội địa của Trung Quốc được vận chuyển qua cảng Rajin từ đông bắc sang đông Trung Quốc. Đến tháng 11 năm đó, Triều Tiên bắt đầu xây những nhà máy truyền tải điện để nhận nguồn điện cung ứng từ Trung Quốc. Than được vận chuyển từ các mỏ Trung Quốc gần đó đến Thượng Hải. Một sòng bạc bên bờ biển chủ yếu phục vụ du khách Trung Quốc.
Đây là thành phố trực thuộc trung ương duy nhất ở Triều Tiên được tự do giao lưu buôn bán với nước ngoài và cũng là thành phố duy nhất ở nước này mà người nước ngoài không cần xin visa khi tới du lịch. Từ Cát Lâm, Trung Quốc, có thể lái xe trực tiếp để đến Rason.

## Hành chính
Rasŏn được chia ra thành 1 quận (kuyŏk) và một huyện (kun).
- Rajin-guyŏk (라진구역; 羅津區域; La Tân khu vực)
- Sŏnbong-gun (선봉군; 先鋒郡; Tiên Phong quận)

## Khí hậu
Rason có khí hậu lục địa ẩm ướt, theo phân loại khí hậu Köppen là Dwb.
| Dữ liệu khí hậu của Rason               | Dữ liệu khí hậu của Rason | Dữ liệu khí hậu của Rason | Dữ liệu khí hậu của Rason | Dữ liệu khí hậu của Rason | Dữ liệu khí hậu của Rason | Dữ liệu khí hậu của Rason | Dữ liệu khí hậu của Rason | Dữ liệu khí hậu của Rason | Dữ liệu khí hậu của Rason | Dữ liệu khí hậu của Rason | Dữ liệu khí hậu của Rason | Dữ liệu khí hậu của Rason | Dữ liệu khí hậu của Rason |
| Tháng                                   | 1                         | 2                         | 3                         | 4                         | 5                         | 6                         | 7                         | 8                         | 9                         | 10                        | 11                        | 12                        | Năm                       |
| --------------------------------------- | ------------------------- | ------------------------- | ------------------------- | ------------------------- | ------------------------- | ------------------------- | ------------------------- | ------------------------- | ------------------------- | ------------------------- | ------------------------- | ------------------------- | ------------------------- |
| Trung bình ngày tối đa °C (°F)          | −3.8 (25.2)               | −1.1 (30.0)               | 4.4 (39.9)                | 11.4 (52.5)               | 16.1 (61.0)               | 19.0 (66.2)               | 23.2 (73.8)               | 24.8 (76.6)               | 21.3 (70.3)               | 15.3 (59.5)               | 6.0 (42.8)                | −1.1 (30.0)               | 11.3 (52.3)               |
| Trung bình ngày °C (°F)                 | −9.1 (15.6)               | −6.8 (19.8)               | −1.3 (29.7)               | 5.2 (41.4)                | 9.9 (49.8)                | 14.2 (57.6)               | 19.1 (66.4)               | 20.7 (69.3)               | 16.0 (60.8)               | 9.4 (48.9)                | 0.9 (33.6)                | −6.2 (20.8)               | 6.0 (42.8)                |
| Tối thiểu trung bình ngày °C (°F)       | −14.4 (6.1)               | −12.5 (9.5)               | −6.9 (19.6)               | −0.9 (30.4)               | 3.8 (38.8)                | 9.5 (49.1)                | 15.0 (59.0)               | 16.6 (61.9)               | 10.8 (51.4)               | 3.5 (38.3)                | −4.2 (24.4)               | −11.2 (11.8)              | 0.8 (33.4)                |
| Lượng Giáng thủy trung bình mm (inches) | 6 (0.2)                   | 8 (0.3)                   | 21 (0.8)                  | 30 (1.2)                  | 71 (2.8)                  | 101 (4.0)                 | 116 (4.6)                 | 196 (7.7)                 | 114 (4.5)                 | 55 (2.2)                  | 24 (0.9)                  | 10 (0.4)                  | 752 (29.6)                |
| Nguồn: Climate-Data.org                 |                           |                           |                           |                           |                           |                           |                           |                           |                           |                           |                           |                           |                           |